# 莫阿拉島
莫阿拉島是斐濟的島嶼，位於太平洋海域，屬於拉烏群島的一部分，長13公里、寬11公里，面積62.5平方公里，最高點海拔高度468米，該島在1792年被英國旅行家發現，人口約3,000。